# Акэсака, Сатоми
Сатоми Акэсака (яп. 明坂 聡美 Акэсака Сатоми, род. 2 января 1988 года, префектура Сайтама) — японская сэйю, актриса и певица. Сотрудничала с компанией Space Craft Produce, с 2011 года представляет Amuleto. Получила известность, озвучив следующих ключевых героинь аниме: Хина Сато (Tesagure! Bukatsu-mono), Таэко Номура (Coppelion), Муцуки (Danchigai), Кркр (Gdgd Fairies), Тэруха Андо (Girls Beyond the Wasteland), Юки Асано (Kyo no Gononi), Михо Эдогава (Level E), Нацумэ (Master of Martial Hearts); а также следующих героинь второго плана: ЭсДэс (Akame ga Kill), Варда (Engage Planet Kiss Dum), Мари Курокава (GATE), Генриетта «Арсэн» Мистэр (Tantei Opera Milky Holmes) и Михо (Suzuka). Также Сатоми принимала участие в музыкальном проекте «BanG Dream!»: в 2016-2018 годах исполняла песни в группе Roselia и в 2017-2018 годах озвучивала роль персонажа Ринко Сироканэ, клавишницы вымышленной группы, представленной в аниме, прототипом которой была Roselia
30 июня 2018 года было объявлено, что Акэсака вынуждена будет уйти из проекта, поскольку внезапно потеряла слух. 17 сентября 2018 года она покинула группу Roselia, её место в группе и на озвучке Ринко Сироканэ заняла Канон Сидзаки. Тем не менее Акэсака продолжает принимать участие в озвучке аниме.

## Карьера
Когда ей было три года, Сатоми жила в Индонезии, где по причине работы родителей, их жалования и разницы цен была окружена сотрудниками их компании. В 2001 году Акэсака участвовала в мероприятии с розыгрышем оригинальных призов, проводимом журналом сёдзё-манги Nakayoshi, и получила награду «Idol Award» на «Idol Grand Prix» по манге Tokyo Mew Mew. На том мероприятии она дебютировала в индустрии развлечений Японии, сыграв в постановке роль Минт Айдзавы, одной из героинь манги. Также с 2001 по 2004 годы она участвовала в младшей музыкальной группе Minami Aoyama Girl Opera Company «Nansho Kids». В 2004 году она дебютировала в качестве сэйю, озвучив роль Футабы Андзай в аниме «Ветер любви». В 2005 году Акасака начала музыкальную карьеру, дебютировав в роли Ванилы Аш в мюзикле по франшизе «Galaxy Angel». Также она была участницей группы COACH ☆, с которой выпустила первый CD с синглом «Start Line». С осени 2007 года она играла ведущую роль в рекламной кампании второго поколения Di Gi Charat в новой рекламе компании GAMERS Ltd., а также участвовала в переозвучке персонажа Дэдзико, сделанной по случаю десятой годовщины начала выпуска манги «Gema Gema», с которой началась франшиза. В 2011 году она начала вести свою авторскую развлекательную программу-варьете Akesaka Satomi's «Ake Tele». В сентябре 2011 года Акэсака ушла из Space Craft Entertainment и с октября работала в компании Amuleto.
С 2017 года Акэсака участвовала в медиапроекте смешанного типа «BanG Dream!», озвучивая в аниме роль Ринко Сироканэ, будучи частью группы музыкантов Roselia (играла на клавишных инструментах) и сэйю. Однако из-за диагностированной врачами внезапной сенсориневральной потери слуха, которая поставила под вопрос продолжение участия в группе, которой было необходимо постоянно выступать вживую, ей пришлось объявить о завершении музыкальной активности в конце «Встречи с фанатами группы Roselia 2018», прошедшей 17 сентября 2018 года. Это также завершило участие Сатоми в проекте и в качестве сэйю; во всех амплуа её сменила Канон Сидзаки. Также пришлось переозвучить внутренние тексты и песни в игре «BanG Dream! Girls band party!» (озвучка была постепенно заменена с 16 марта 2019 года).

## Фильмография

### Роли в аниме
2004
- Ветер любви[англ.] — Футаба Андзай

2005
- Suzuka — Михо Фудзикава
- Мусиси — Нами

2006
- Onegai My Melody — Ко: Усуи
- Renkin 3-kyuu Magical? Pokahn — Айко
- Himawari! — Цубаки Кадзама
- Galaxy Angel Rune — Нано-Нано Пуддинг
- Katekyo Hitman Reborn! — Хром Докуро

2007
- Jinzo Konchu Kabuto Borg VxV[яп.] — Рика
- Himawari Too!! — Цубаки Кадзама
- IDOLM@STER: XENOGLOSSIA — Судзусиро
- Engage Planet Kiss Dum[яп.] — Варда
- Lucky Star — Мацури Хиираги (сестра Кагами и Цукасы)
- Night Wizard! The Animation[яп.] — Маюри Ванштейн
- Goshūshō-sama Ninomiya-kun[англ.] — Хинако Аякава

2008
- Shugo Chara!, Котонэ Химэно (49 серия), Манами, Паару (серии 36-37)
- Сэкирэй, Куно
- Kannagi, участница клуба искусств, девушка-ученица (серии 8-9, 11), официантка (серия 6)
- Shugo Chara!! Doki—, Манами, Нами (серия 78)
- Kyo no Gononi, Юки Асано

2009
- Guin Saga, Милал
- Umi Monogatari: Anata ga Ite Kureta Koto, Итикава
- Sweet Blue Flowers, Эми

2010
- The Qwaser of Stigmata — Лулу Сиидзаки
- Hime Chen! Otogi Chikku Idol Lilpri[англ.] — Момока Хосино
- Mitsudomoe — Футаба Маруи
- Tantei Opera Milky Holmes — Генриетта Мистэре/Арсэн

2011
- Oniichan no Koto Nanka Zenzen Suki Janain Dakara ne—!! — Косутомо
- Mitsudomoe Zōryōchū! — Футаба Маруи
- Level E — Михо Эдогава
- Sengoku Otome: Momoiro Paradox — Иэясу Токугава / Токунян
- Ground Control to Psychoelectric Girl — младшая товарка Рюко (эпизод)
- Softenni — Курусу Фуюкава
- Pretty Rhythm Aurora Dream[англ.] — Канон То:до:
- The Qwaser of Stigmata II — Лулу Сиидзаки
- Baka to Test to Shōkanjū: Ni! — третьеклассница Б (эпизод)
- Maken-Ki! Battling Venus — Ян Мин
- gdgd Fairies[англ.] — Фусако Мотида

2012
- Recorder and Randsell — Кисима-сан
- Another — Саму Ватанабэ
- Gokujyo[англ.] — Мадока Оовада
- Recorder and Randsell Re — TV
- Ginga e Kickoff!![англ.] — Кадзуэ Ота
- Pretty Rhythm: Dear My Future[англ.] — Chae Kyoung, Канон Тодо
- Humanity Has Declined — ребёнок, фея, девочка (серия 3), хомяк (спецвыпуск 3)
- Sword Art Online — Модератор

2013
- Hakkenden: Eight Dogs of the East — Аянэ Мидзуки
- Majestic Prince[англ.] — Наоми
- Date A Live — Сиидзаки
- Mushibugyō — Хару
- Fantasista Doll[англ.] — Анн (серии 7-11), Эдмонтон (серия 7)
- Futari wa Milky Holmes — Генриетта Мистэре/Арсэн
- Coppelion — Таэко Номура

2014
- Akame ga Kill! — ЭсДэс
- Tesagure! Bukatsu-mono Encore[англ.] — Хина Сато:
- Wake Up, Girls! — Рэйна Судзуки
- Yu-Gi-Oh! Arc-V — Аю Аюкава

2015
- Усаги-тян из Уравы[англ.] — Токива Камикидзаки
- Danchigai[англ.] — Муцуки Накано
- Tantei Kageki Milky Holmes TD — Генриетта Мистэре/Арсэн
- Gate: Jieitai Kanochi nite, Kaku Tatakaeri — Мари Курокава
- Noragami Aragato — Кадзуха, Каруха

2016
- Shojotachi wa Koya o Mezasu[англ.] — Тэруха Андо:
- Nanbaka[англ.] — Момоко Хякусики

2020
- Diary of Our Days at the Breakwater — Макото Оно

2021
- Vivy: Fluorite Eye’s Song — Грейс